# François Albert-Buisson
François Albert-Buisson (* 3. Mai 1881 in Issoire, Département Puy-de-Dôme; † 21. Mai 1961 in Aix-en-Provence) war ein französischer Richter, Politiker und Historiker sowie Mitglied der Académie française.

## Leben
Der Sohn eines Schuhfabrikanten studierte nach dem Schulbesuch zuerst Pharmazie und beendete dieses Studium mit einem Doktorgrad. Ein weiteres Studium der Rechtswissenschaften schloss er mit einem Doktor der Rechte ab und gründete anschließend das pharmazeutische Laboratorium Théraplix.
Danach wurde er 1913 Richter am Handelsgericht (Tribunal de Commerce) von Paris, dessen Präsident er von 1930 bis 1934 war. Zwischenzeitlich war er auch von Juni 1924 bis April 1925 Kabinettsdirektor von Finanzminister Étienne Clémentel. Im Anschluss wurde er Bürgermeister seiner Geburtsstadt Issoire und bekleidete dieses Amt bis 1941.
Außerdem war er Manager zahlreicher Industrieunternehmen und Banken sowie Präsident der Nationalen Außenhandelsbank Banque nationale française pour le Commerce extérieur (BNFCE). 1932 war er Gründungspräsident der Handels- und Industriebank Banque nationale pour le commerce et l'industrie (BNCI) sowie später von 1936 bis 1959 Vorsitzender des Verwaltungsrates des Pharma- und Chemiekonzerns Rhône-Poulenc. Daneben wurde er 1936 Mitglied der Académie des sciences morales et politiques, deren Ständiger Sekretär er 1951 wurde.
Zwischen Mai 1940 und 1944 war er darüber hinaus Senator für das Département Puy-de-Dôme. Am 10. Juli 1940 stimmte er in der Nationalversammlung für die erweiterten Vollmachten Marschall Pétains.
1953 ernannte ihn Erziehungsminister André Marie zum Kanzler und Sekretär der Zentralen Verwaltungskommission des Institut de France. Diese Ämter bekleidete er bis zu seinem Tode. Darüber hinaus wurde er am 3. März 1955 als Nachfolger von Émile Mâle zum Mitglied der Académie française gewählt und übernahm in dieser bis zu seinem Tode den zweiten Sitz (Fauteuil 2). Mit ihm zusammen wurden Jean Cocteau und Daniel-Rops zu Mitgliedern der Akademie gewählt.
1961 wurde ihm kurz vor seinem Tode das Großkreuz der Ehrenlegion verliehen.

## Veröffentlichungen
Neben seinen Tätigkeiten als Richter und Wirtschaftsmanager verfasste er verschiedene rechts- und wirtschaftswissenschaftliche Bücher, aber auch zahlreiche historische Monografien über Antoine Duprat, Michel de L’Hospital und Jean-François Paul de Gondi, den Kardinal de Retz. Zu seinen Veröffentlichungen gehören:
- Le problème des poudres, au point de vue technique, économique et national, 1913
- Le chèque et sa fonction économique, 1923
- La crise économique, 1926
- De la validité des clauses tendant à parer, dans les contrats, aux inconvénients de l’instabilité monétaire, 1926
- Le nouveau régime de l’administration municipale, 1926
- De la nature juridique des groupements d’obligataires et de la validité de leurs actes, 1927
- La transmission des “billets” de fonds et le privilège du vendeur, 1928
- Les groupements d’obligataires. Étude juridique, économique et législative, 1930
- La Morale et les Affaires, 1931
- Le statut de la faillite, 1932
- La déviation du droit en période de crise économique, 1932
- Dynamisme économique et stabilité des lois, 1933
- La sécurité juridique, condition de la prospérité économique, 1934
- Le statut légal du fonds de commerce, 1934
- Le chancelier Antoine Duprat, 1935
- Michel de l’Hospital, 1950
- Le cardinal de Retz, 1955
- Les Quarante au temps des lumières, 1956